# 赫魯茲卡河 (別爾達河支流)
赫魯兹卡河（烏克蘭語：Грузька），是烏克蘭的河流，位於該國東南部，屬於別爾達河的左支流，流經扎波羅熱州，河道全長14.5公里，流域面積110平方公里。